# Conte di Stockton
Conte di Stockton è un titolo nobiliare inglese nella Parìa del Regno Unito.

## Storia
Il titolo venne creato il 24 febbraio 1984 per Harold Macmillan, già Primo Ministro conservatore, appena tre anni prima della sua morte. Questi venne creato anche Visconte Macmillan di Ovenden, di Chelwood Gate nella contea di East Sussex e di Stockton-on-Tees nella contea di Cleveland, al momento della ricezione della contea, sempre nella parìa del Regno Unito.
Attualmente i titoli sono passati al nipote del I conte, il II conte, succeduto al nonno nel 1986. Questi è figlio di Maurice Macmillan, visconte Macmillan di Ovenden, unico figlio del I conte, morto nel 1984 e quindi premorto al I conte.
La contea di Stockton e la viscontea Macmillan di Ovenden sono i titoli nobiliari inglesi ereditari di più recente creazione per una persona non membro della famiglia reale.

## Conti di Stockton (1984)
- Maurice Harold Macmillan, I conte di Stockton (1894–1986)
  - Maurice Victor Macmillan, visconte Macmillan of Ovenden (1921–1984)
- Alexander Daniel Alan Macmillan, II conte di Stockton (n. 1943)

L'erede legittimo è il figlio dell'attuale detentore del titolo, Daniel Maurice Alan Macmillan, visconte Macmillan di Ovenden (n. 1974)